# 메타 프렌즈
《Meta Friends》는 대한민국의 케이블 방송국 MTV에서 방송하는 프로그램이다. 여성 음악 그룹 카라가 출연하여 팬들과 함께 하는 리얼리티 프로그램이다.